# العلاقات الجامايكية الكازاخستانية
العلاقات الجامايكية الكازاخستانية هي العلاقات الثنائية التي تجمع بين جامايكا وكازاخستان.

## مقارنة بين البلدين
هذه مقارنة عامة ومرجعية للدولتين:
| وجه المقارنة                                              | جامايكا       | كازاخستان                      |
| --------------------------------------------------------- | ------------- | ------------------------------ |
| المساحة (كم2)                                             | 10.99 ألف     | 2.72 مليون                     |
| عدد السكان (نسمة)                                         | 2.95 مليون    | 17.95 مليون                    |
| الكثافة السكانية (ن./كم²)                                 | 268.43        | 6.6                            |
| العاصمة                                                   | كينغستون      | نور سلطان                      |
| اللغة الرسمية                                             | لغة إنجليزية  | اللغة القازاقية، اللغة الروسية |
| العملة                                                    | دولار جامايكي | تينغ كازاخستاني                |
| الناتج المحلي الإجمالي (بليون دولار)                      | 14.77 مليار   | 159.41 مليار                   |
| الناتج المحلي الإجمالي (تعادل القوة الشرائية) بليون دولار | 24.79 مليار   | 439.39 مليار                   |
| الناتج المحلي الإجمالي الاسمي للفرد دولار أمريكي          | 5.23 ألف      | 10.51 ألف                      |
| الناتج المحلي الإجمالي للفرد دولار أمريكي                 | 8.88 ألف      | 24.23 ألف                      |
| مؤشر التنمية البشرية                                      | 0.719         | 0.788                          |
| رمز المكالمات الدولي                                      | +1876         | +7                             |
| رمز الإنترنت                                              | .jm           | .kz، .қаз ‏                     |
| المنطقة الزمنية                                           | 00            | ت ع م+05:00، ت ع م+06:00       |

## منظمات دولية مشتركة
يشترك البلدان في عضوية مجموعة من المنظمات الدولية، منها:
| علم المنظمة | اسم المنظمة                               | تاريخ انضمام جامايكا | تاريخ انضمام كازاخستان |
| ----------- | ----------------------------------------- | -------------------- | ---------------------- |
|             | الاتحاد البريدي العالمي                   | ?                    | ?                      |
|             | يونسكو                                    | 7 نوفمبر 1962        | 22 مايو 1992           |
|             | البنك الدولي للإنشاء والتعمير             | 21 فبراير 1963       | 23 يوليو 1992          |
|             | وكالة ضمان الاستثمار متعدد الأطراف        | 12 أبريل 1988        | 12 أغسطس 1993          |
|             | الاتحاد الدولي للاتصالات                  | 18 فبراير 1963       | 23 فبراير 1993         |
|             | منظمة الشرطة الجنائية الدولية             | ?                    | ?                      |
|             | مؤسسة التمويل الدولية                     | 31 مارس 1964         | 30 سبتمبر 1993         |
|             | الأمم المتحدة                             | 18 سبتمبر 1962       | 2 مارس 1992            |
|             | منظمة حظر الأسلحة الكيميائية              | ?                    | ?                      |
|             | المركز الدولي لتسوية المنازعات الاستشارية | 14 أكتوبر 1966       | 21 أكتوبر 2000         |

## وصلات خارجية
- موقع وزارة الخارجية الجامايكية
- موقع وزارة الخارجية الكازاخستانية